# Tujmazy
Tujmazy (baškirsky i rusky Туймазы́) jsou město v Baškortostánu v Ruské federaci. Při sčítání lidu v roce 2010 měly bezmála sedmašedesát tisíc obyvatel.

## Poloha
Tujmazy leží v Bugulmsko-belebejské vrchovině na řece Usni, přítoku Iku v povodí Kamy. Od Ufy, hlavního města republiky, je vzdálen přibližně 145 kilometrů západně.

## Dějiny
Tujmazy vznikly v letech 1910–1920 jako staniční osídlení při stavbě železniční tratě ze Simbirska do Ufy. Pojmenovány byly po nedaleké vesnici později přejmenované na Staryje Tujmazy – Staré Tujmazy. Výrazný rozvoj nastal po roce 1937, kdy bylo v okolí objeveno Tujmazské ropné ložisko.
Od roku 1960 jsou Tujmazy městem.